# Ganta Afeshum
Ganta Afeshum est un des 36 woredas de la région du Tigré, en Éthiopie.

## Géographie

### Localisation
Ganta Afeshum se situe dans la zone Misraqawi, dans le Tigré.
|            | Gulomahda     |                  |
| Enticho    | Ganta Afeshum | Saesi Tsaedaemba |
| Werie Lehe | Hawzen        | Atsbi Wenberta   |

### Transports
Deux axes routiers principaux traversent Ganta Afeshum. Le premier, l'autoroute 2 relie la capitale Addis-Abeba au sud et Humera en direction de l'Ouest. Le deuxième part de Adigrat en direction de l'Érythrée au nord. 

## Démographie
En 2007, lors du dernier recensement, Saesi Tsaedaemba comptait 88 616 habitants, ce qui en fait le cinquième woreda le plus peuplé de la zone Misraqawi. Avec 3 635 personnes habitant en ville, le woreda est très majoritairement rural.
Les principales villes de Ganta Afeshum sont Adigrat et Bizet.